# Upsala Nya Tidning
Upsala Nya Tidning (UNT) är en morgontidning som utges i Uppsala och alla angränsande kommuner till Uppsala kommun i Uppsala län samt även i Sigtuna kommun i Stockholms län. 
UNT är liberal och konkurrerar lokalt endast med gratistidningen Uppsalatidningen. Vid sin död ålade Axel Johansson exekutorerna av sitt testamente att se till så "att tidningen redigeras i liberal, icke i förbudistisk, frireligiös eller socialdemokratisk anda".
Chefredaktör och verkställande direktör är Johanna Odlander, sedan juni 2023. Politisk chefredaktör är, sedan hösten 2024, Karl Rydå.
Företaget ägs av tre stiftelser: Axel Johanssons donation, Axel Johanssons minne och Axel Johanssons understödsfond, som förvaltar den aktiemajoritet Axel Johansson ägde i UNT vid sin död. Tidningen utgavs för första gången 3 december 1890 och var liberal och frisinnad. Tidningen grundades av en krets medlemmar i studentföreningen Verdandi år 1890. De första åren gav tidningen ut tre eftermiddagar i veckan. 1898 ökade man utgivningen till fyra dagar i veckan. År 1901 togs steget att övergå till morgonutgivning sex dagar i veckan. Numera utges tidningen alla dagar.
3 september 2009 planerades UNT bli en del av NTM-koncernen (en tidningskoncern kring Norrköpings Tidningar). Maj 2011 var tidningen hälftenägd av de Johanssonska stiftelserna, medan den andra halvan tillhörde Norrköpings Tidningars Media AB.
UNT arrangerade mellan åren 1990 och 2015 den årliga fyrverkeriföreställningen UNT:s adventsfyrverkeri den första söndagen i advent i Botaniska trädgården i Uppsala.

## 18 minuter
18 minuter var en gratis lokal nyhetstidning i Uppsala utgiven av Upsala Nya Tidning. Tidningen delades ut på vardagar i ställ runtom i Uppsala, samt på Upplands Lokaltrafiks bussar och på Upptåget. Tidningens första nummer gavs ut 11 maj 2009. Redaktionen bestod av tre personer samt redigeringspersonal på NTM-kollegan Extra Östergötland. Redaktör var Jens Pettersson.  Tidningen lades ned i juni 2013.

## Chefredaktörer
Lista från UNT:
- Yngve Svartengren, 1890–1897[5]
- Herman Fernlund, 1897–1903
- Axel Johansson, 1903[6]–1948
- Lennart Hartmann, 1950–1957
- Sven-Erik Larsson, 1957–1959
- Lennart Hirschfeldt, 1960–1982
- Folke Johansson, 1983–1994
- Jörgen Ullenhag, 1994–2002
- Lars Nilsson, 2002–2011
- Hanna Stjärne, 2011–2014
- Charlotta Friborg, 2015[7]–2016
- Kalle Sandhammar, 2017–2023
- Johanna Odlander, 2023–[8]

## Galleri

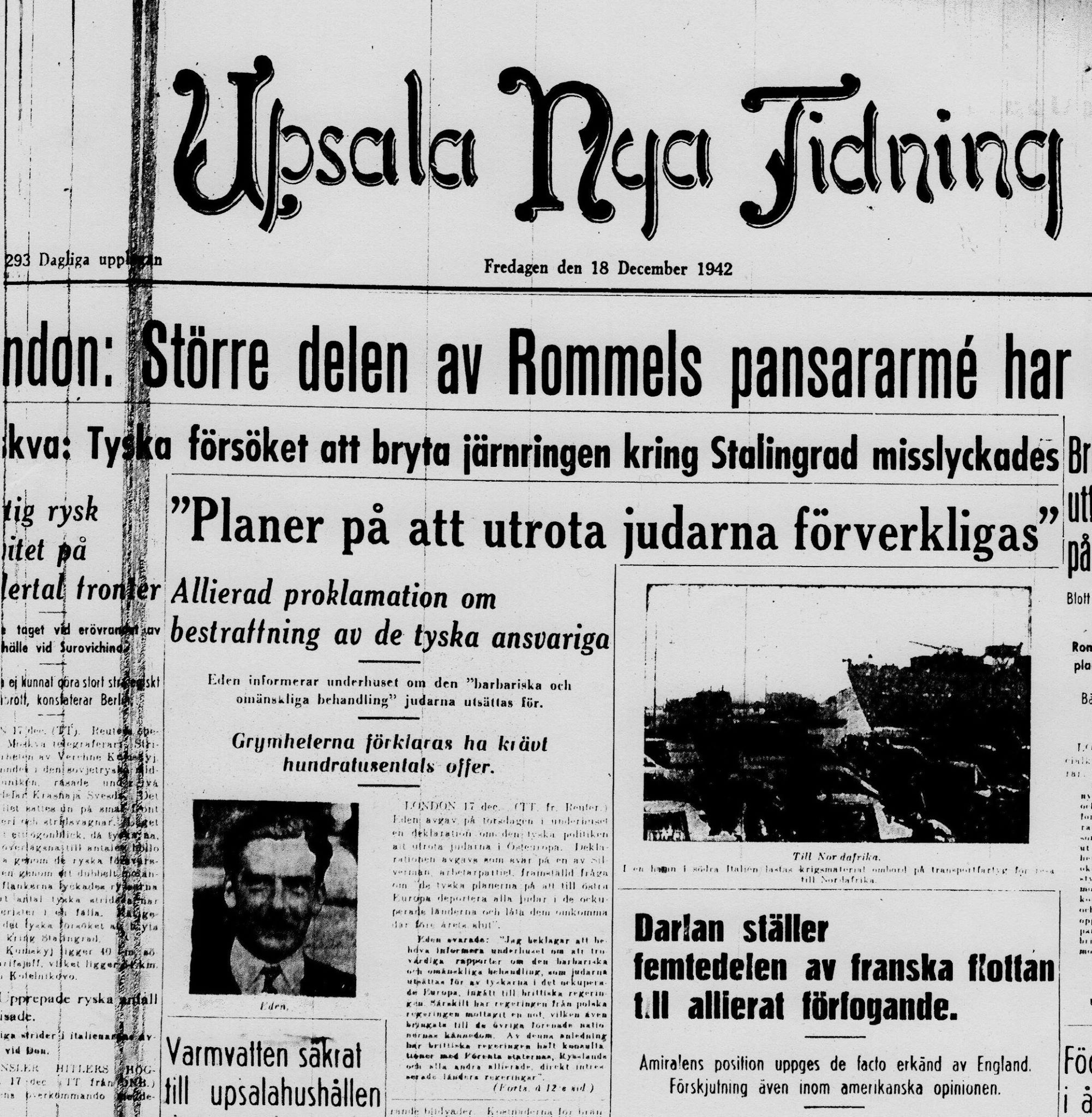
Förstasida från Upsala Nya Tidning 18 december 1942. Rubriken säger "Planer på att utrota judarna förverkligas".